# الپارتیر
الپارتیر (به اسپانیایی: Alpartir) یک شهرستان در اسپانیا است که در استان ساراگوسا واقع شده‌است.